# Adonisea citrinellus
Adonisea citrinellus is een vlinder uit de familie van de uilen (Noctuidae). De wetenschappelijke naam van de soort is voor het eerst geldig gepubliceerd in 1870 door Grote & Robinson.